# 山吉克昌
山吉 克昌（やまよし かつまさ、1934年2月11日 - 2014年9月25日）は、日本の俳優。劇団民藝に所属していた。

## 出演作品

### 映画
- 黒部の太陽（1966年、東宝国際、日活 / 三船プロ、石原プロ） - 第四工区 佐藤工業 徳田班（労務者ニ）
- 非行少年 陽の出の叫び（1967年、日活 / 民芸映画社） - 青年
- 雨は知っていた（1971年、東宝） - 記者

### テレビドラマ
- ありがとう（1973年5月17日、TBS / テレパック） 第3シリーズ 第4話 - 弁護士